# Climaveneta
Climaveneta, société du Groupe Mitsubishi Electric, est une entreprise italienne qui opère dans le secteur de la climatisation. Son siège social est situé à Bassano del Grappa, dans la province de Vicence.

## Historique
Climaveneta, société du Groupe Mitsubishi Electric, a été créée à Bassano del Grappa en 1971 pour la production d'unités destinées à la climatisation. En 1982, elle lance sur le marché « Energy Raiser », la première pompe à chaleur polyvalente capable de produire simultanément le chaud et le froid. 
En 1994, Climaveneta devient partie intégrante du Groupe De'Longhi et, en 2000, adhère au programme de certification Eurovent.
En 2004, l'entreprise commence à suivre les principes du Lean Manufacturing, en introduisant l'amélioration en continu Kaizen sur l'ensemble de ses sites de production.
En 2012, Climaveneta rejoint la nouvelle holding DeLclima issue de la scission de De'Longhi. Cette même année, l'entreprise lance le système pour contrôler et optimiser la salle des machines ClimaPRO.
En mars 2016, à la suite de l'acquisition par Mitsubishi Electric, DeLclima est renommée MELCO Hydronics & IT Cooling S.p.A.

## Produits et services
Climaveneta produit des unités pour la climatisation des bâtiments modernes et le refroidissement de précision des centres de données. 
Climaveneta a 11 filiales : Allemagne, France, Grande-Bretagne, Pologne et Espagne en Europe, Chine, Asie du Sud-Est, Hong Kong, Inde, Russie et Moyen-Orient en dehors du Vieux Continent et 9 usines de production dans le monde.